# 마리온 바이런
마리온 바이런(Marion Byron, 1911년 3월 16일 ~ 1985년 7월 5일)은 미국의 배우, 영화배우이다.

## 영화
- 멜로디 크루즈 (1933년)
- 미트 더 바론 (1933년)
- 하트 오브 뉴욕 (1932년)
- 러브 미 투나잇 (1932년)
- 칠드런 오브 드림스 (1931년)
- 플레잉 어라운드 (1930년)
- 송 오브 더 웨스트 (1930년)
- 어 페어 오브 타이츠 (1929년)
- 브로드웨이 베이비스 (1929년)
- 쇼 오브 쇼 (1929년)
- 스팀보트 빌 주니어 (1928년)